# (3381) Mikkola
(3381) Mikkola ist ein Asteroid des Hauptgürtels, der am 15. Oktober 1941 von der finnischen Astronomin Liisi Oterma in Turku entdeckt wurde.
Der Name des Asteroiden wurde zu Ehren des finnischen Astronomen Seppo Mikkola gewählt.